# Bernard Essers

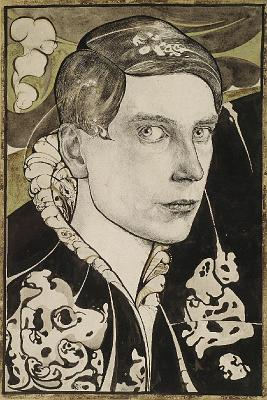
Selbstbildnis 1914

Bernard Essers (* 11. März 1893 in Kraksaän, Bezirk Probolinggo in Indonesien; † 13. Mai 1945 in Doniawerstal (Skarsterlân)) war ein niederländischer Grafiker.
Bernard Essers wurde als jüngster Sohn vom Arzt Barend Maria Diederik Essers und Hiltje Johanna Hermanna van Boekeren geboren. 
1898 kam er mit seiner Familie nach Wien, wo sein Vater das Medizinstudium fortsetzte. 1901 zog seine Familie nach Utrecht, 1903 nach Amsterdam. Von 1910 bis 1912 besuchte er die Kayser Zeichenschule in Amsterdam. Von 1912 bis 1914 studierte er an der Londoner Royal Academy of Arts.
1917 illustrierte er zwei Bucher: „Ein verliebter Wanderer“ von Arthur van Schendel und „Deirdre und die Söhne von Usnach“ von Adriaan Roland Holst.
1919 studierte er Radierung bei Johannes Graadt van Roggen und Richard Roland Holst.
Essers unternahm mehrere Reisen: 1920 nach Florenz, 1925 nach Rapallo 1926 in die Bretagne, und nach New York.
Essers heiratete 1930 Kitty Vreede (1899–1979). Das Paar lebte in Bergen (Nord-Holland) und Schoorl. Aus dieser Ehe wurden 1931 bzw. 1935 zwei Töchter geboren. 
1923 wurde er während der Ausstellung anlässlich des 25-jährigen Jubiläums von Königin Wilhelmina im Stedelijk Museum in Amsterdam mit einer Goldmedaille für grafische Kunst ausgezeichnet. In den nächsten Jahren stellte er seine Werke in Den Haag, Paris, Chicago, Tokio, Haarlem, Enschede Amsterdam aus. 
1943 wurde er nach Enschede evakuiert, zwei Jahre später ist er in Doniawerstal gestorben.

## Wendingen

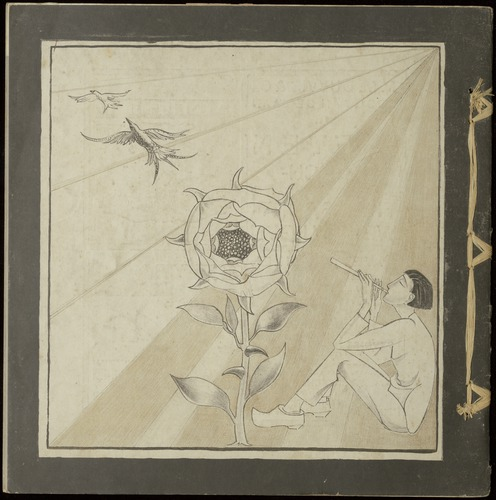
1920
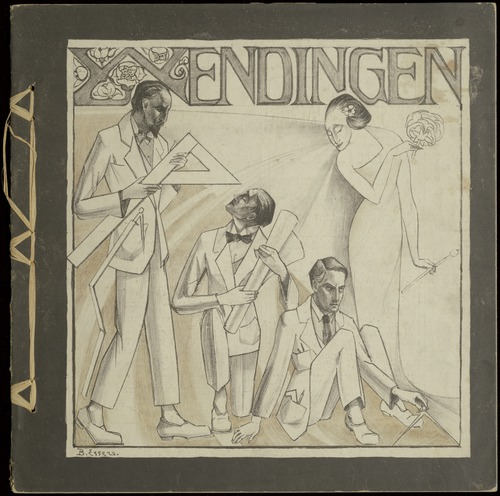
1920
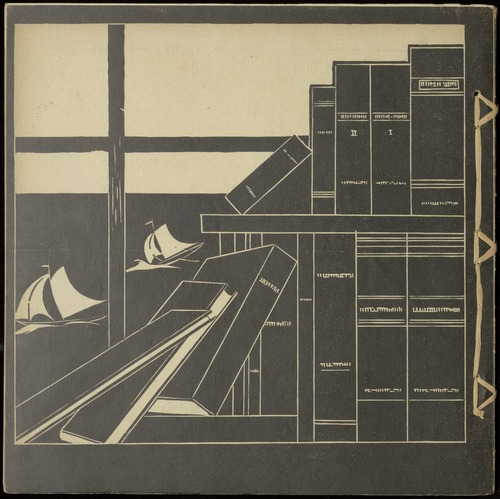
1923
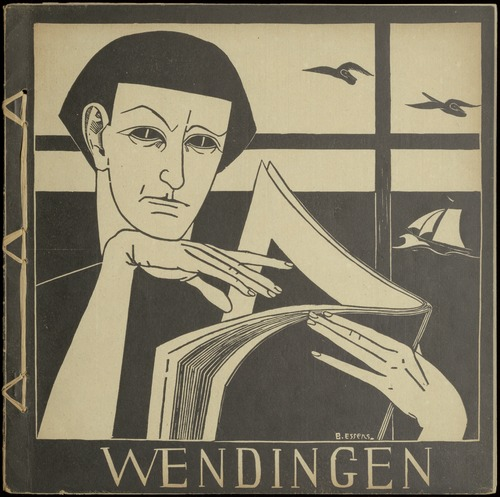
1923
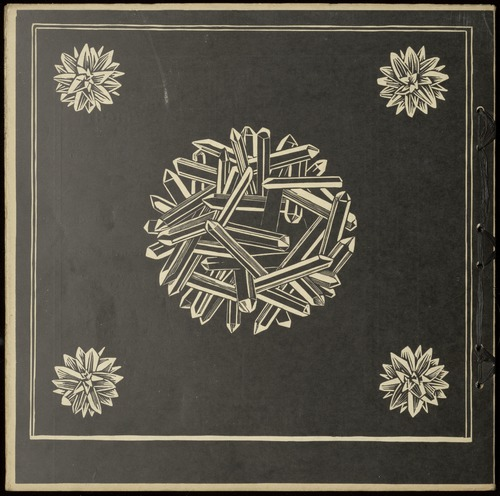
1924
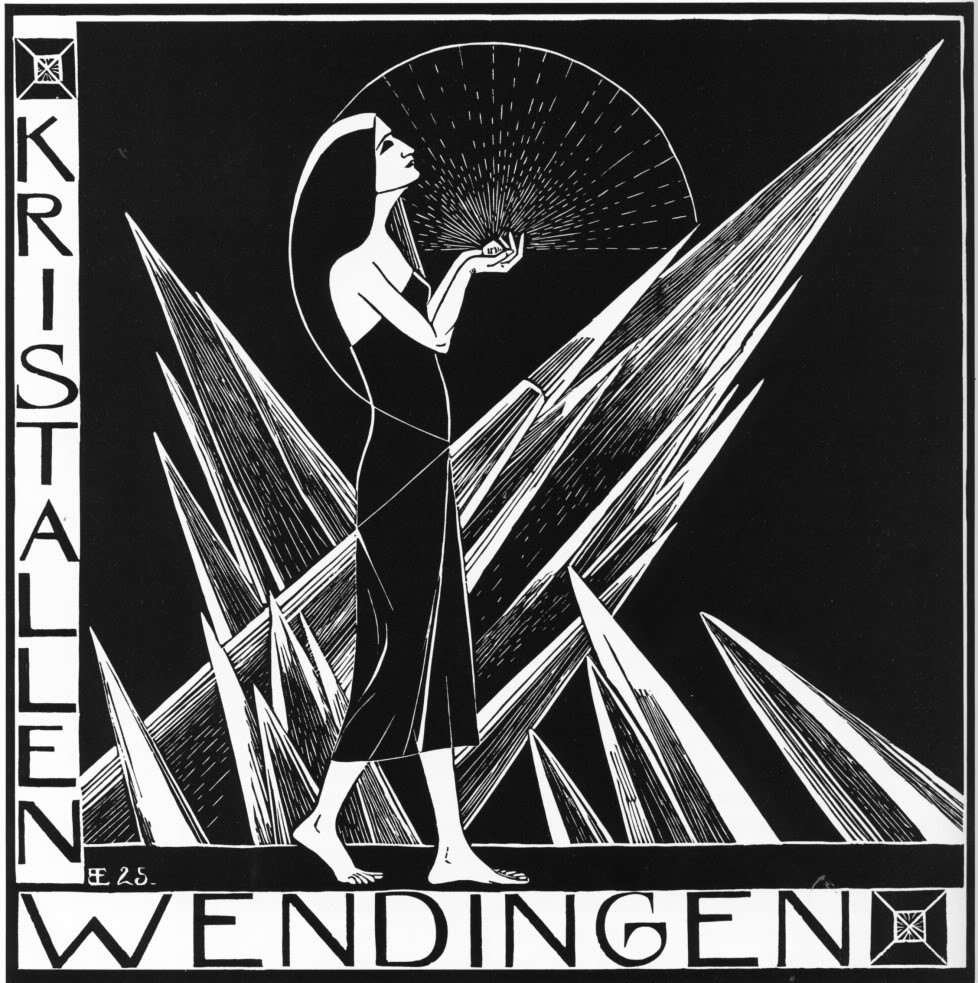
1924